# Puliciphora longipes
Puliciphora longipes är en tvåvingeart som beskrevs av Schmitz och Mjoberg 1925. Puliciphora longipes ingår i släktet Puliciphora och familjen puckelflugor. Inga underarter finns listade i Catalogue of Life.